# Mammillaria lloydii
Mammillaria lloydii (укр. Мамілярія Ллойда, Мамілярія ллойді) — сукулентна рослина з роду мамілярія (Mammillaria) родини кактусових (Cactaceae).

## Етимологія

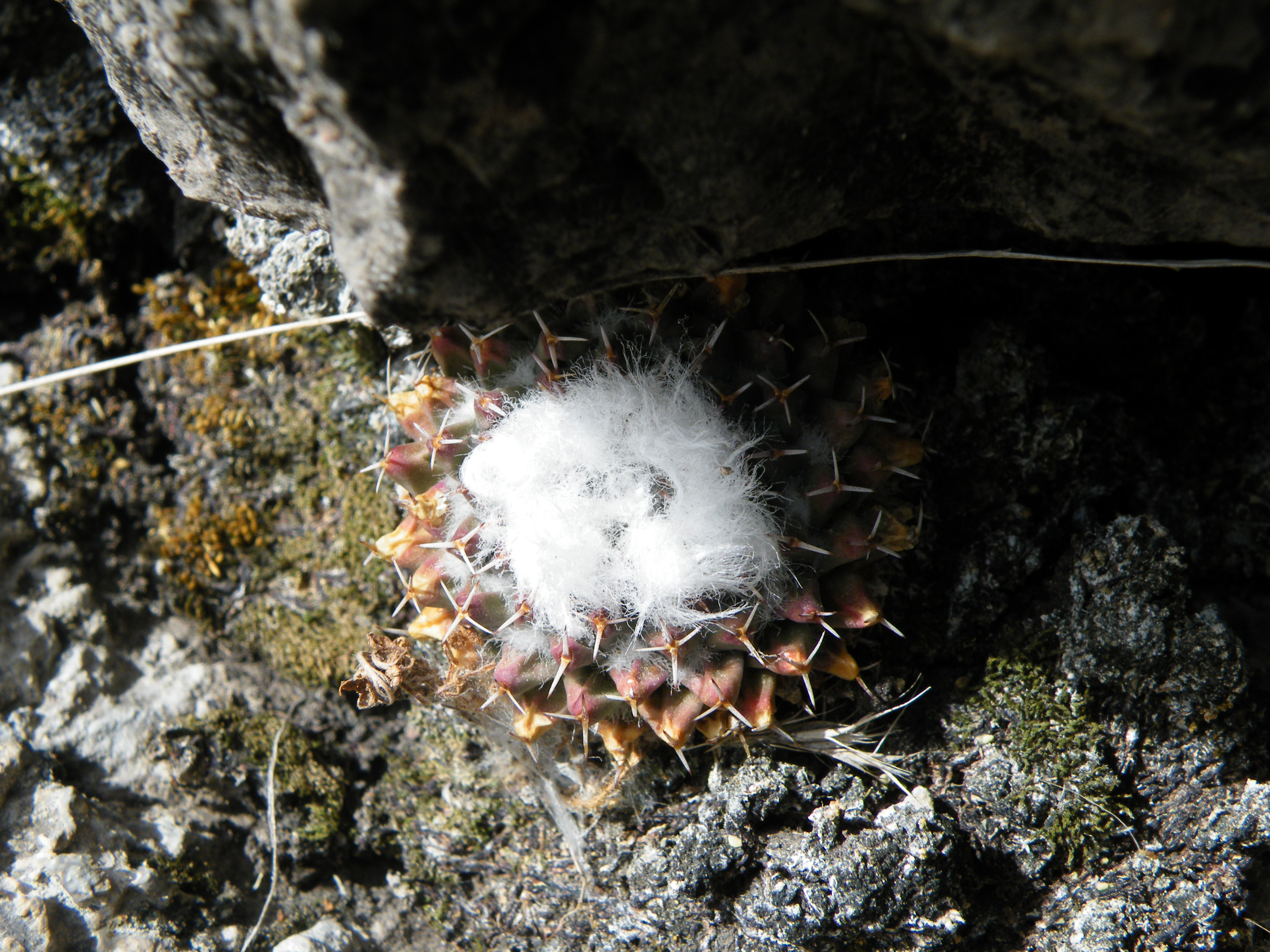
Mammillaria lloydii у природних умовах поблизу Лагуніллас у штаті Сан-Луїс-Потосі

Видова назва дана на честь Френсіса Ернеста Ллойда — канадського ботаніка, дослідженнями якого користувався Джозеф Роуз.

## Ареал і екологія
Mammillaria lloydii є ендемічною рослиною Мексики. Ареал розташований у штатах Сан-Луїс-Потосі і Сакатекас.

## Чисельність, охоронний статус та заходи по збереженню
Охороняється Конвенцією про міжнародну торгівлю видами дикої фауни і флори, що перебувають під загрозою зникнення (CITES).

## Морфологічний опис
Рослина спочатку одиночна, пізніше формує групи, до 1 метра шириною.
| Орган              | Опис |
| Коріння            | |
| Стебло             | кулясте, до 15 см заввишки і в діаметрі.                                                                         |
| Епідерміс          | сіро-зелений. |
| Маміли             | конічні до чотирьохкутних, кілевидні, з молочним соком.                                                          |
| Ареоли             | |
| Аксили             | з щільним білим пухом і з близько 8 переплетеними щетинками.                                                     |
| Центральні колючки | 2-4, прямі, золотисто-коричневі до червонуватих, завдовжки 4-12 мм, самі нижні — найдовші.                       |
| Радіальні колючки  | 10-14, білі з жовто-коричневою до жовтої основою, завдовжки 2-8 мм, верхні найкоротші.                           |
| Квіти              | зеленувато-жовті, з оранжево-жовтими центральними прожилками на пелюстках, завдовжки 15-20 мм, в діаметрі 10 мм. |
| Бутони             | |
| Зовнішні пелюстки  | |
| Внутрішні пелюстки | |
| Тичинки            | |
| Маточка            | |
| Плоди              | булавоподібні до циліндричних, червоні, до 20 мм завдовжки.                                                      |
| Насіння            | коричневе. |

## Систематика
Mammillaria lloydii була спочатку описана Бріттоном і Роузом у 1923 році як Neomammillaria lloydii. У 1926 році Чарльз Расселл Оркутт відніс цей вид до роду Mammillaria. Деякі систематики, зокрема англійський ботанік Девід Річард Хант, що склав контрольний список Кактусових для СІТЕС, у своїй праці, присвяченій роду мамілярія «Mammillaria Postscript» розрізняє Mammillaria lloydii лише як умовно прийнятий вид і вважає його спорідненим з Mammillaria uncinata. Джон Вільям Пілбім впевнений, що це два різні види. У 2002 році Едвард Фредерік Андерсон — член Робочої групи Міжнародної організації з вивчення сукулентних рослин (IOS), колищній її президент у своїй фундаментальній монографії з родини кактусових «The Cactus Family» теж описав Mammillaria lloydii як окремий вид.